# Adventure of the Seas
Die Adventure of the Seas ist ein Kreuzfahrtschiff im Eigentum der Royal Caribbean Cruises Ltd., von der Royal Caribbean International betrieben. Mit einer Länge von 311,1 m gehört es zu den größeren Kreuzfahrtschiffen. Die Adventure of the Seas zählt zur Voyager-Klasse und hat vier Schwesterschiffe. Sie fährt unter der Flagge der Bahamas. Die Jungfernfahrt begann am 18. November 2001 in San Juan, Puerto Rico.
Seit 2010 ist sie im Sommer im Mittelmeer unterwegs, im Winterhalbjahr befährt sie weiterhin die Karibik. 2013 war Southampton ihr Ausgangshafen. Von dort aus startete sie zu Kreuzfahrten ins Mittelmeer sowie nach Norwegen, Frankreich, Spanien und in das Baltikum.
Im Jahr 2016 wurde das Kreuzfahrtschiff für 61 Millionen US-Dollar renoviert, wobei unter anderem zusätzliche Kabinen hinzugefügt wurden. Die „Adventure of the Seas“ war damit das fünfte Schiff der RCI-Flotte, das umgerüstet wurde.

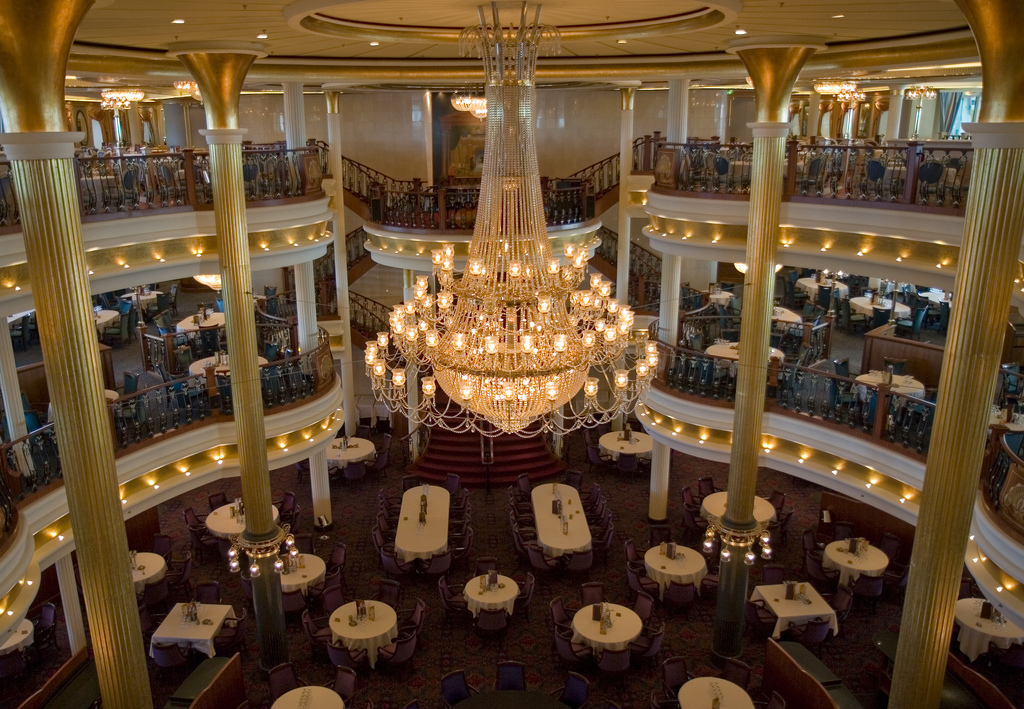
Speisesaal Vivaldi
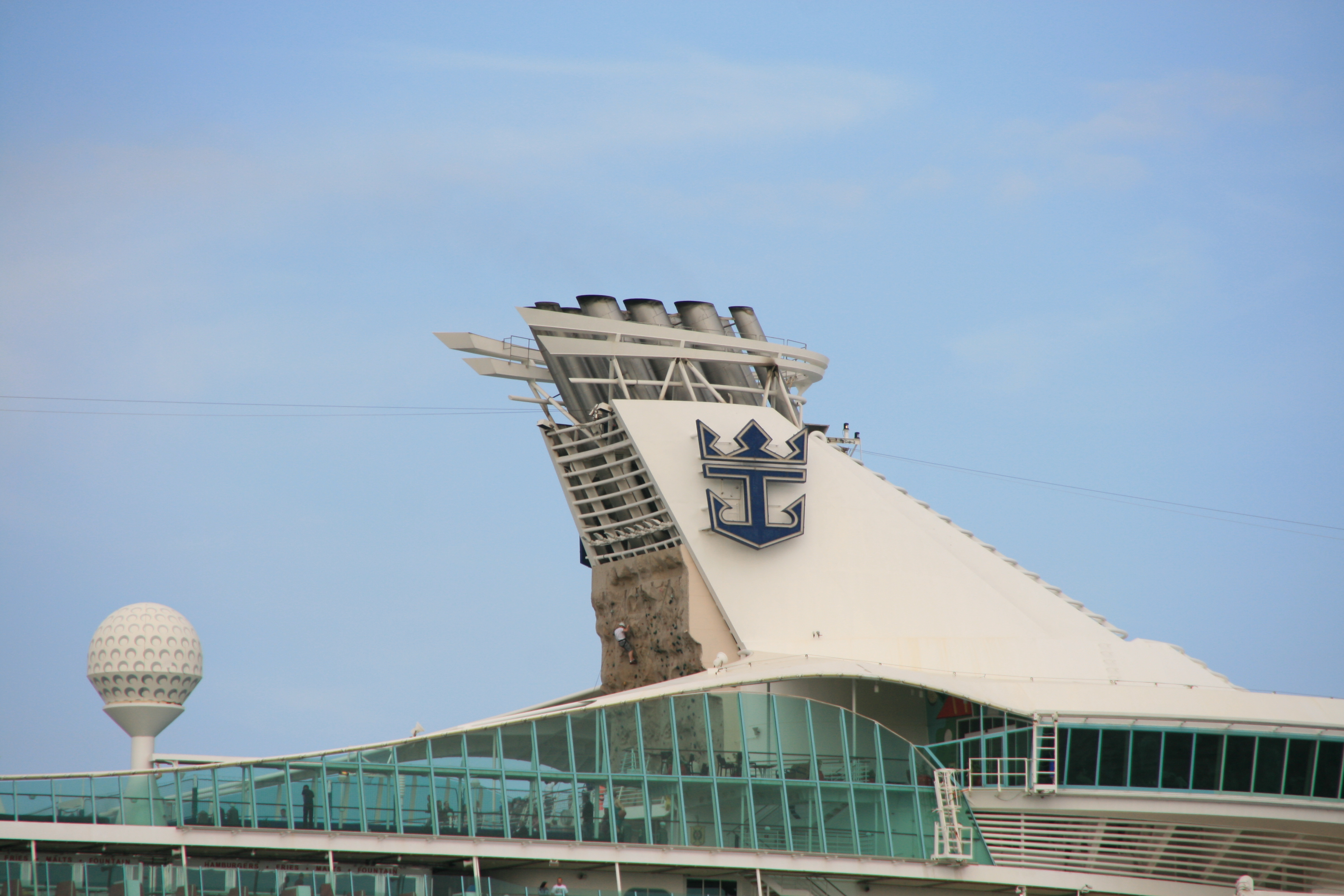
Kletterwand hinter dem Schornstein
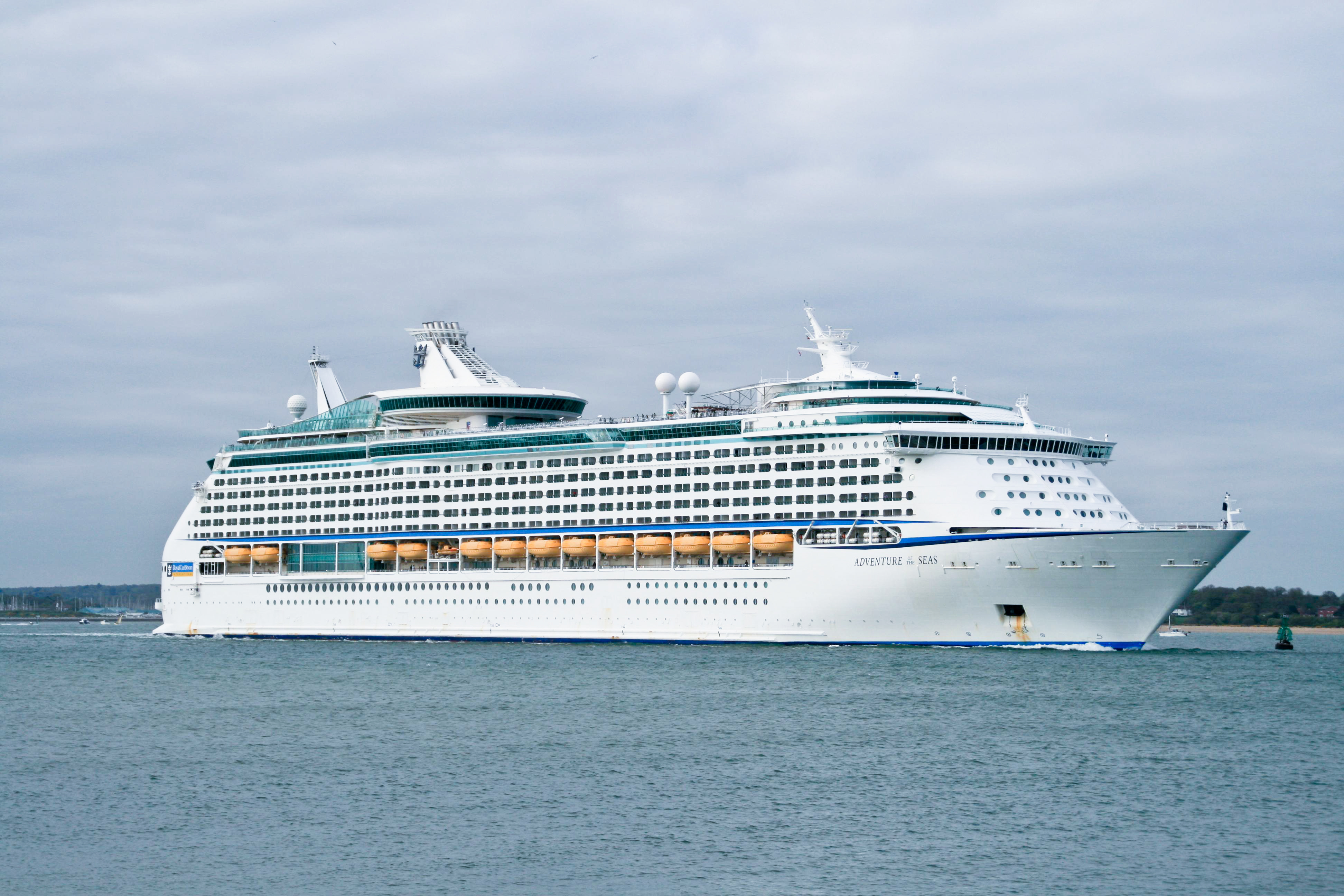
Steuerbordseite des Schiffes
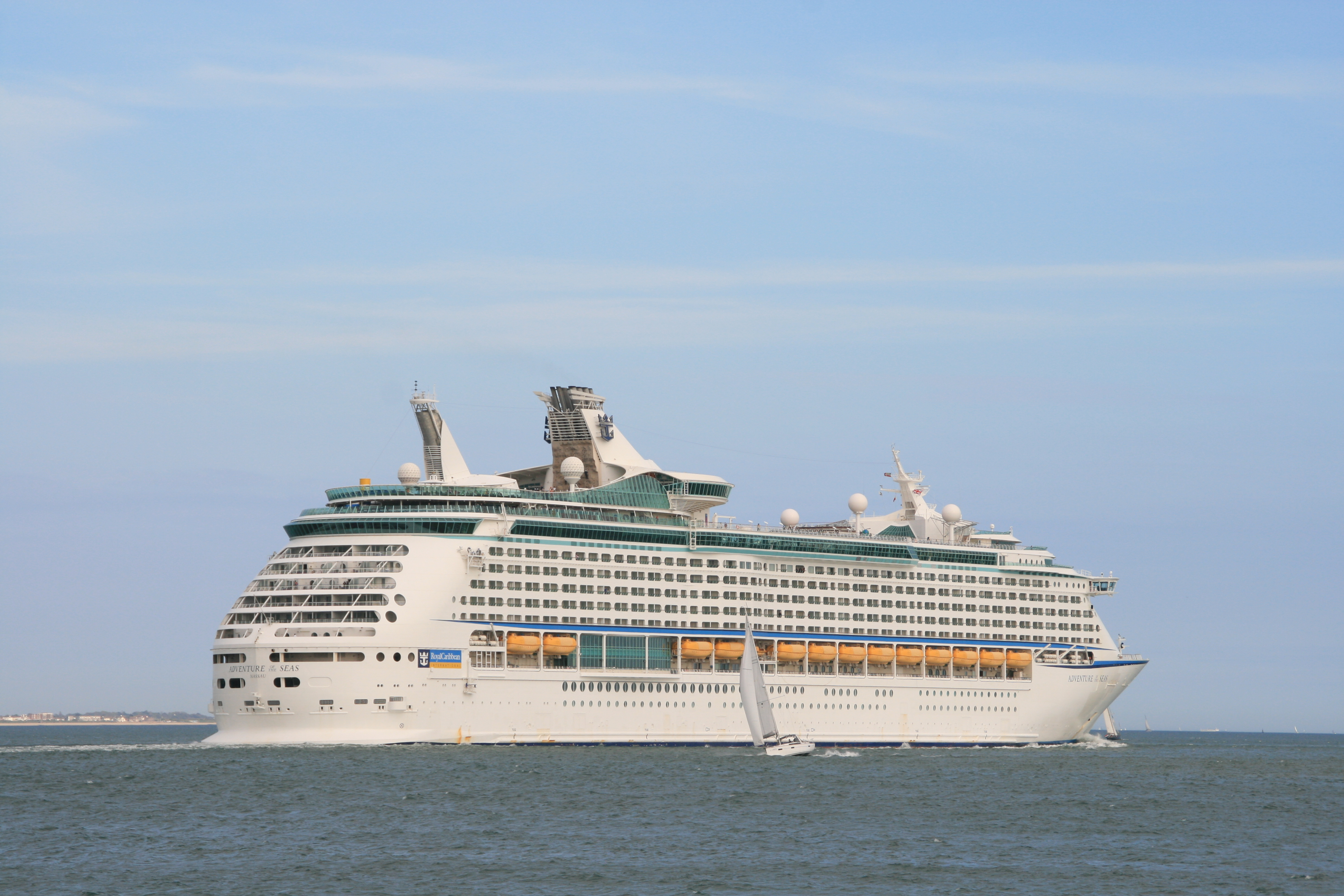
Steuerbordseite des Schiffes (Heck)